# First Division 1994-1995 (Irlanda)
Fu la decima stagione della League of Ireland First Division e vennero promosse le prime due squadre qualificate ovvero: il University College Dublin A.F.C. e il Drogheda United F.C..

## First Division
| Pos. | Squadra                          | Pt | G  | V  | N  | P  | GF | GS | DR  |
| ---- | -------------------------------- | -- | -- | -- | -- | -- | -- | -- | --- |
| 1    | University College Dublin A.F.C. | 64 | 27 | 20 | 4  | 3  | 56 | 12 | +44 |
| 2    | Drogheda United F.C.             | 56 | 27 | 16 | 8  | 3  | 48 | 23 | +25 |
| 3    | Finn Harps F.C.                  | 43 | 27 | 12 | 7  | 8  | 44 | 30 | +14 |
| 4    | Limerick F.C.                    | 43 | 27 | 11 | 10 | 6  | 30 | 22 | +8  |
| 5    | Waterford United F.C.            | 41 | 27 | 11 | 8  | 8  | 31 | 24 | +7  |
| 6    | Home Farm F.C.*                  | 33 | 27 | 9  | 6  | 12 | 43 | 47 | -4  |
| 7    | Longford Town F.C.               | 33 | 27 | 8  | 9  | 10 | 26 | 39 | -13 |
| 8    | Bray Wanderers A.F.C.            | 32 | 27 | 8  | 8  | 11 | 33 | 31 | +2  |
| 9    | St James's Gate F.C.             | 22 | 27 | 4  | 10 | 13 | 35 | 49 | -14 |
| 10   | Kilkenny City A.F.C.             | 2  | 27 | 0  | 2  | 25 | 14 | 83 | -69 |

G = Partite giocate; V = Vittorie; N = Nulle/Pareggi; P = Perse; GF = Goal fatti; GS = Goal subiti; DR = Differenza reti;
'*'Home Farm F.C. cambiò nome in Home Farm Everton F.C. nella stagione successiva.